# Myiarchus cephalotes
Myiarchus cephalotes là một loài chim trong họ Tyrannidae.